# Chakor
El ave mitológica chakor de la India queda cautivado cuando sale la luna llena. El chakor permanece quieto toda la noche, mientras su cabeza sigue lentamente a la Luna a través del cielo nocturno, hasta que se tuerce y finalmente descansa en el suelo. Se identifica con la perdiz de Chukar (Alectoris chukar). Es el equivalente al búho de occidente. 